# Andriko Smolinski
Andriko Smolinski (* 18. Juni 2000 in Hildesheim) ist ein deutscher Fußballspieler.

## Karriere

### Verein
Smolinski begann seine Karriere bei TuS Grün-Weiß Himmelsthür. Von dort wechselte er zu Hannover 96. Zur Saison 2015/16 rückte er in den Kader der B-Junioren von Hannover. Für diese kam er in jener Spielzeit zu 17 Einsätzen in der B-Junioren-Bundesliga.
Zur Saison 2016/17 wechselte er zum FC Schalke 04. Für die B-Jugend der Schalker kam er in jener Saison zu 21 Einsätzen in der Bundesliga, in der man Meister der Gruppe West wurde. Daraufhin nahm man an der Endrunde teil, bei der man im Halbfinale am FC Bayern München scheiterte. Smolinski kam auch während der Endrunde in beiden Spiele gegen Bayern München zum Einsatz. Zur Saison 2017/18 rückte er in den Kader der A-Junioren. Für diese absolvierte er in dieser Spielzeit 16 Spiele in der A-Junioren-Bundesliga und beendete die Saison als Meister der Gruppe West. Bei der Endrunde scheiterte man im Finale an der TSG 1899 Hoffenheim, Smolinski kam in allen drei Spielen zum Einsatz. In der Saison 2018/19 konnte er mit den Gelsenkirchnern den Titel verteidigen, in der Endrunde hatte man jedoch im Halbfinale gegen Borussia Dortmund das Nachsehen.
Nach dem Auslaufen seines Vertrags bei Schalke wechselte er zur Saison 2019/20 nach Österreich zum LASK, für dessen zweitklassiges Farmteam FC Juniors OÖ er zum Einsatz kommen sollte. Sein Debüt in der 2. Liga gab er im August 2019, als er am zweiten Spieltag jener Saison gegen den SK Vorwärts Steyr in der 66. Minute für David Schnegg eingewechselt wurde.
Nach sechs Zweitligaeinsätzen für die Oberösterreicher wechselte er im Januar 2020 zurück zu Hannover 96, wo er sich den viertklassigen Amateuren anschloss.

### Nationalmannschaft
Smolinski spielte im September 2015 erstmals für eine deutsche Jugendnationalauswahl. Im September 2016 debütierte er gegen Kroatien für die U-17-Mannschaft. Im November 2018 kam er gegen Portugal erstmals für die U-19-Auswahl zum Einsatz.